# Glacera d'Arsine
La glacera de Arsine és una glacera dels Alps francesos que es troba al Massís dels Escrinhs, al departament dels Alts Alps. El seu front glacial presenta la particularitat de formar un penya-segat de gel que es submergeix en un llac de fosa retingut per les morrenes frontal i laterals de la glacera.

## Característiques

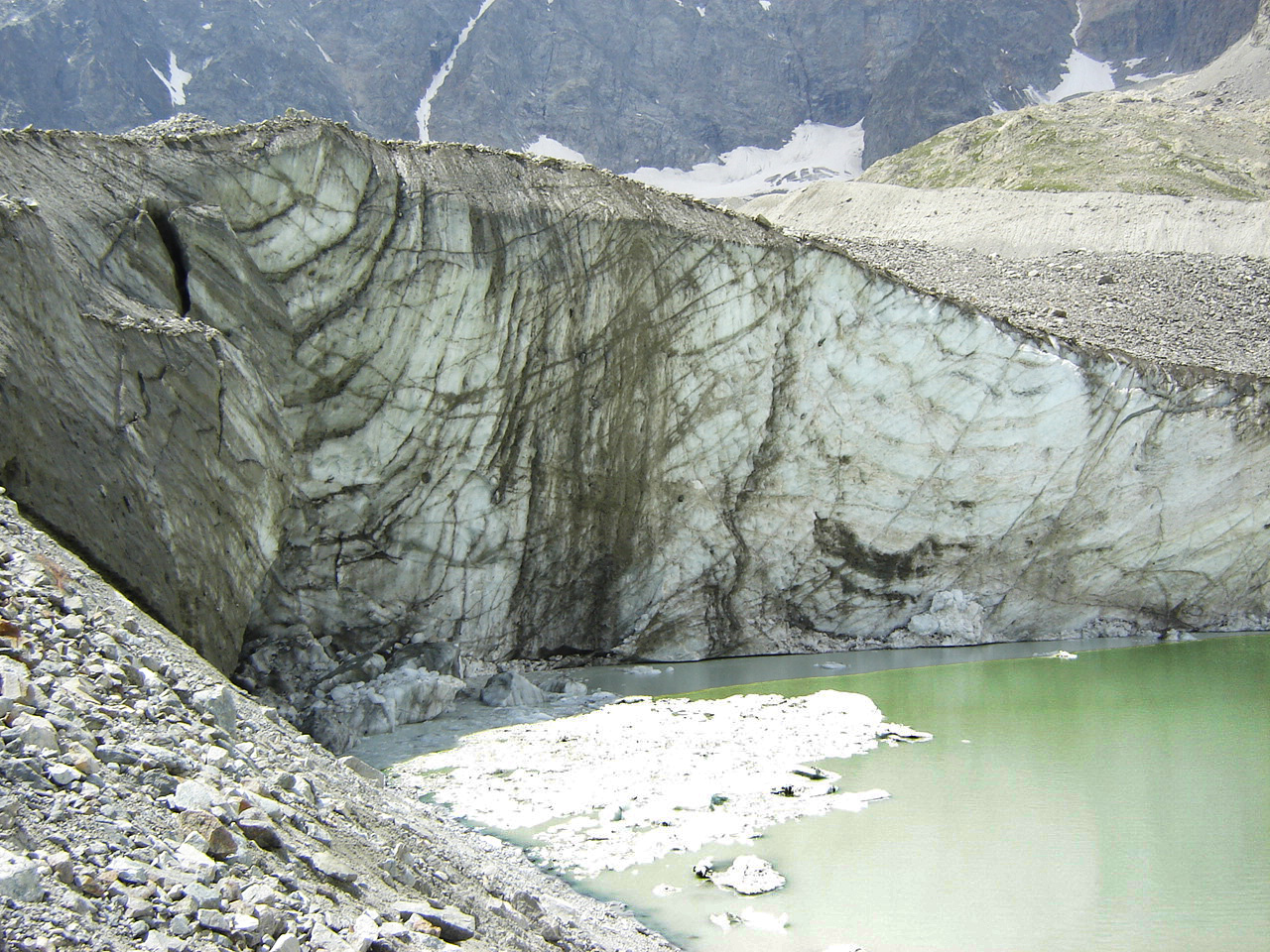
Vista de prop del penya-segat de gel vist des de la morrena mitjana. Les estries gris zebra del penya-segat de gel són pel·lícules de roca de petita talla intercalats entre les capes de gel. La morrena de superfície és visible sota la forma de penyes formant una catifa emmascarant la superfície de la glacera. A la superfície de les aigües lletoses del llac suren petits icebergs.

La glacera d'Arsine se situa al centre dels Alps francesos, al Nord del departament dels Alts Alps, a la frontera est de la zona central del Parc Nacional dels Escrinhs. Neix en els pendents d'un circ en ferradura oberta en direcció nord i dominat pel pic des Agneaux, el pic de neige Cordier i el pic d'Arsine la qual cosa en fa una glacera de circ. Cap al nord, la glacera cau sobre el coll d'Arsine, la vall del Rif de la Planche i la vall del Petit Tabuc.
D'una longitud de 1,7 quilòmetres, la glacera d'Arsine se situa entre 2.450 i 3.600 metres d'altitud. El seu front glacial presenta la particularitat de formar un penya-segat de gel submergit en un llac alimentat per les aigües de la glacera, retingut per les morrenes frontals i laterals d'aquest últim i donant naixement al torrent del Petit Tabuc que tira cap a la Guisane. El volum de les morrenes de la glacera és relativament important. Aquestes morrenes són alimentades per les restes rocoses que cauen de les parets del circ. A prop de la glacera i de les seves morrenes es troben molts exemples de roques amuntegades.
El llac d'aigua té un color lletós a causa de la presència de flocs minerals suspesos a l'aigua i resultants de l'erosió glacial. Aquest llac està format per dues parts separades per una morrena mitjana i connectades per un canal artificial per tal de controlar el seu nivell. A la part occidental del llac la glacera Arsine s'enfonsa a les aigües en forma de penya-segat de gel de diversos metres d'alçada. Sota l'acció de la glacera que avança i es fon, les roques que formen la morrena superficial cauen sovint al llac i, de tant en tant, es trenquen blocs de gel que s'enfonsen al llac per formar petits icebergs.
El penya-segat de gel, el llac i els paisatges que l'envolten són un atractiu per als excursionistes, molts dels quals trien la glacera Arsine com a destinació per fer senderisme.

## Formació del llac

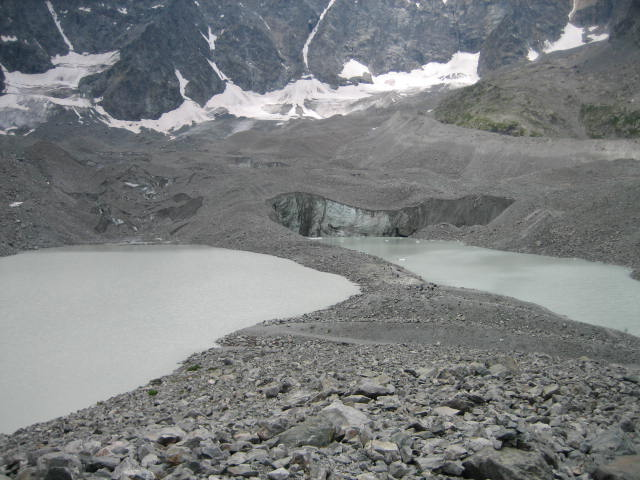
Al primer pla la morrena mitjana separant en dos el llac de la glacera d'Arsine visible en segon pla amb el seu penya-segat de gel al centre de la imatge, al fons es troba el peu dels penya-segats que formen el circ.

El llac no va existir fins als anys 1940, data versemblant de la seva formació. En efecte, una fotografia aèria que data de 1952 evidencia un llac d'una superfície de 0,7 ha situat contra el front de la glacera d'Arsine i retingut per les morrenes frontal i laterals. La seva superfície augmenta al fil dels anys per arribar a 3,3 hectàrees l'any 1969 i 5,9 ha el juliol de 1985 amb un volum de 800.000 m³. En aquesta data, el nivell del llac s'eleva cinquanta centímetres per any i es troba només a dos metres de la vora superior de la morrena.
Aquesta situació feia témer un buidatge brutal del llac per ruptura de la morrena la qual cosa ocasionaria deterioraments riu avall, sobretot al poblet de Casset situat sota la vall del Petit Tabuc a la confluència entre el Petit Tabuc i la Guisane. A iniciativa de M. Vallon del laboratori de glaciologia i geofísica mediambiental situat a Grenoble, el 23 de juny de 1986 s'excava un canal artificial de 250 metres de longitud a la morrena, la qual cosa permet controlar el nivell del llac gràcies a l'evacuació de 15 m³/s d'aigua. Un mes més tard, el 25 de juliol a les 12 h 45, un important trencament es produeix quan 30.000 m³ de gel es separen de la glacera i cauen al llac. Aquest veu el seu nivell augmentar bruscament d'un metre i la seva superfície enterbolida per moltes ones que esquitxen alguns visitants sorpresos pel fenomen. Gràcies al canal, no hi ha va haver cap deteriorament i no es va buidar el llac.
Des d'aquesta data, la part occidental del llac, separada de la part oriental per una morrena mitjana, ha vist la fosa d'una part de la glacera que era totalment recoberta per la morrena de superfície.